# لیدوش حبیب
لیدوش حبیب (به خط تاجیکی: Лидуш Ҳабиб، به خط لاتین-انگلیسی: Lidush Habib، زادهٔ ۲ مه ۱۹۶۳ در ولایت مختار کوهستان بدخشان تاجیکستان - درگذشتهٔ ۲۲ ژوئیه ۲۰۰۲)، موزیسین، روزنامه‌نگار و شاعر پرآوازهٔ پامیری بود.
لیدوش حبیب فرزند رحمت الله در شهر خارغ تاجیکستان به دنیا آمد، او بعد از ختم مکتب شامل دانشکده روزنامه نگاری شهر دوشنبه شد و پس از بدست آوردن مدرک تحصیلی اش از آنجا جهت تحصیلات بیشتر اش کشور روسیه سفر نمود و شامل دانشگاه دولتی کویبیشف کشور روسیه گردید.
لیدوش حبیب بزرگترین شاعر و آواز خوان زبان شغنانی است. او از  ایام نوجوانی به نواختن گیتار و سرودن اشعارش آغاز کرد و بنیاد سترگ را برای موسیقی بومی بدخشان گذاشت. لیدوش را میتوان بنیانگر موسیقی پاپ و مدرن پامیری خواند.
لیدوش بیشتر عمر اش را در زادگاه اش بدخشان تاجیکستان گذراند و سر در پیشگاه هیچ زر و زور خم نکرد ، لیدوش برای هر قشر جامعه شعر خواند و واقع بین بود. از اشعار اش بوی حقیقت را استشمام مینمایی.
سرانجام لیدوش حبیب در ۲۲ ژوئیه ۲۰۰۲ در زادگاه اش شهر خارغ به مرگ مشکوک و پر از ابهام درگذشت.